# Convento de las Capuchinas (Plasencia)
El convento de las Capuchinas es un convento del siglo XVI ubicado en la ciudad española de Plasencia, en la provincia de Cáceres. Está habitado por monjas de la Orden de Clarisas Capuchinas.

## Localización
Se ubica en el casco antiguo de la ciudad, ocupando una manzana entera entre la puerta de Berrozanas y la iglesia de San Martín. Limita al norte con la calle Berrozana, al este con la calle Los Quesos, al sureste con la plaza de San Martín y al suroeste con una gran escalera pública conocida como el "resbaladero de las Capuchinas". Su parcela abarca 2001 m².

## Historia
El convento de las Capuchinas fue construido a finales del siglo XVI por testamento del regidor Juan Rodríguez Cano y su mujer Beatriz de Contrera. Rodríguez Cano había adquirido una gran fortuna como indiano, y contaba que en su viaje de retorno a Europa se había salvado de una peligrosa tormenta gracias a una imagen de la Virgen de Copacabana que traía en el barco, por lo cual decidió fundar un templo en el que albergar esta imagen.
El fundador del convento murió con herederos menores de muy corta edad, por lo que no pudo cederse a una orden religiosa hasta 1635, cuando su nieto Juan de Nebrija y Cano gestionó los trámites para su apertura. El convento se cedió a la Orden de Clarisas Capuchinas y en 1636 llegaron las primeras ocho monjas de clausura, procedentes del convento que esta orden tenía en Madrid.
Debido a este largo parón en el proceso de fundación, el edificio destaca mucho más por sus bienes muebles interiores del siglo XVII que por su estructura del siglo XVI. La fachada apenas tiene decoración, siendo el único elemento que destaca en el exterior una portada adintelada con grandes sillares, sobre la cual hay un escudo y un pequeño relieve de una figura que podría ser Santa Ana, la patrona del convento. En la pintura e imaginería del siglo XVII destacan obras de los autores barrocos Francisco Rizi y Gregorio Fernández; sin embargo, el principal elemento del interior del edificio es el retablo mayor del templo conventual, que por su estilo se ha datado en el siglo XVIII.

## Uso actual

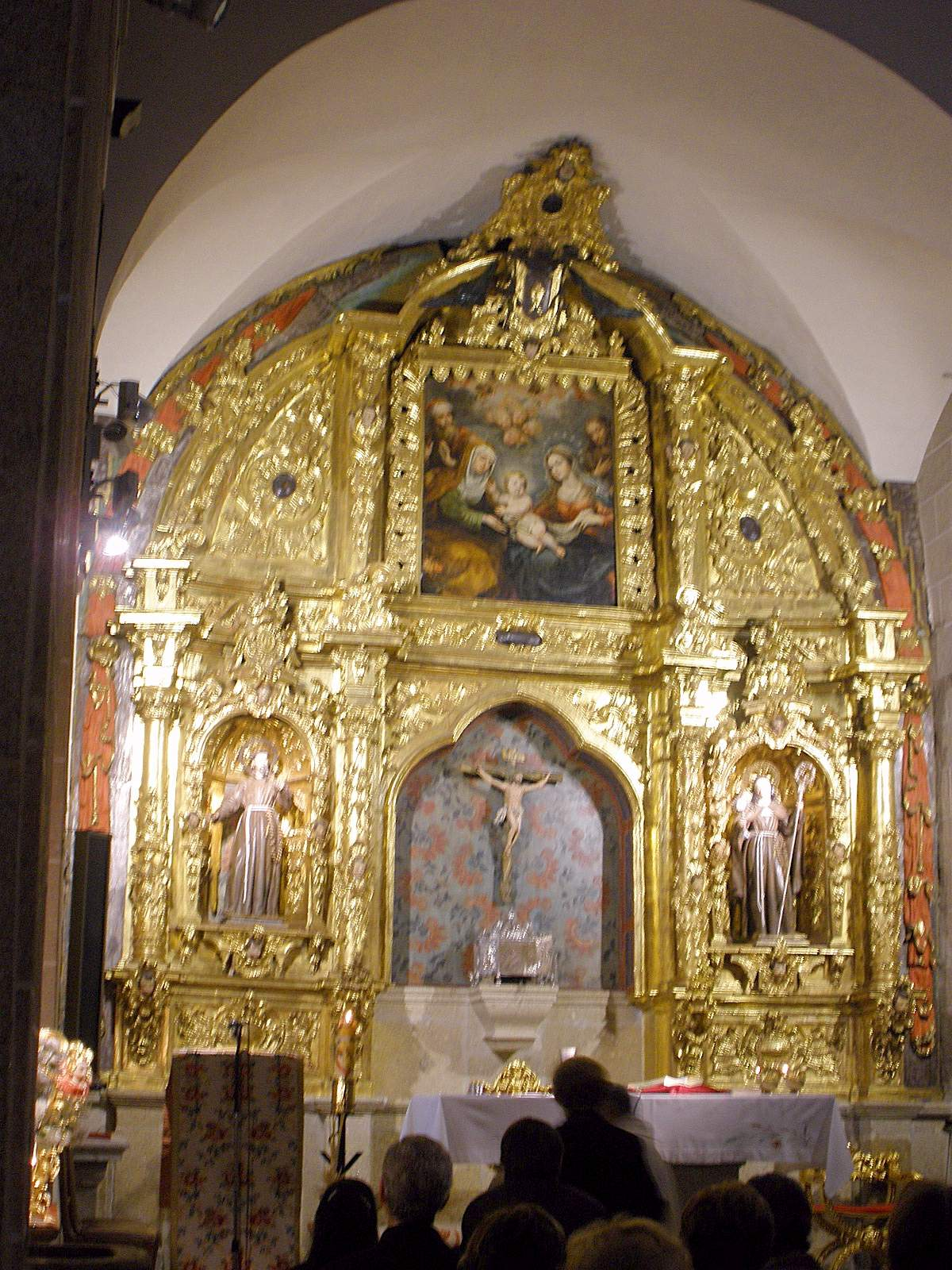
Retablo mayor del templo conventual

El convento sigue habitado actualmente por monjas capuchinas. La de este convento es una de las tres comunidades de monjas que todavía se mantienen en la ciudad, junto con las dominicas del convento de la Encarnación y las carmelitas descalzas, si bien estas últimas abandonaron en 1993 su convento histórico y viven actualmente en un nuevo edificio en la sierra de Santa Bárbara. Sin embargo, existe riesgo de desaparición de la comunidad capuchina por falta de vocaciones: en setiembre de 2015, las monjas abandonaron su convento placentino para trasladarse a Granada, aunque regresaron en febrero de 2016.
El templo conventual alberga una misa a las doce y media los días de diario y los domingos y festivos, encargándose la diócesis de Plasencia de enviar un sacerdote para ello. El convento es conocido en la ciudad por su celebración de la fiesta de Navidad, ya que alberga una imagen del Niño Jesús del siglo XIX conocida como «el Cubanito», cuya devoción local hizo que en 2003 se fundara aquí una asociación de belenismo.